# Sharon C. Glotzer

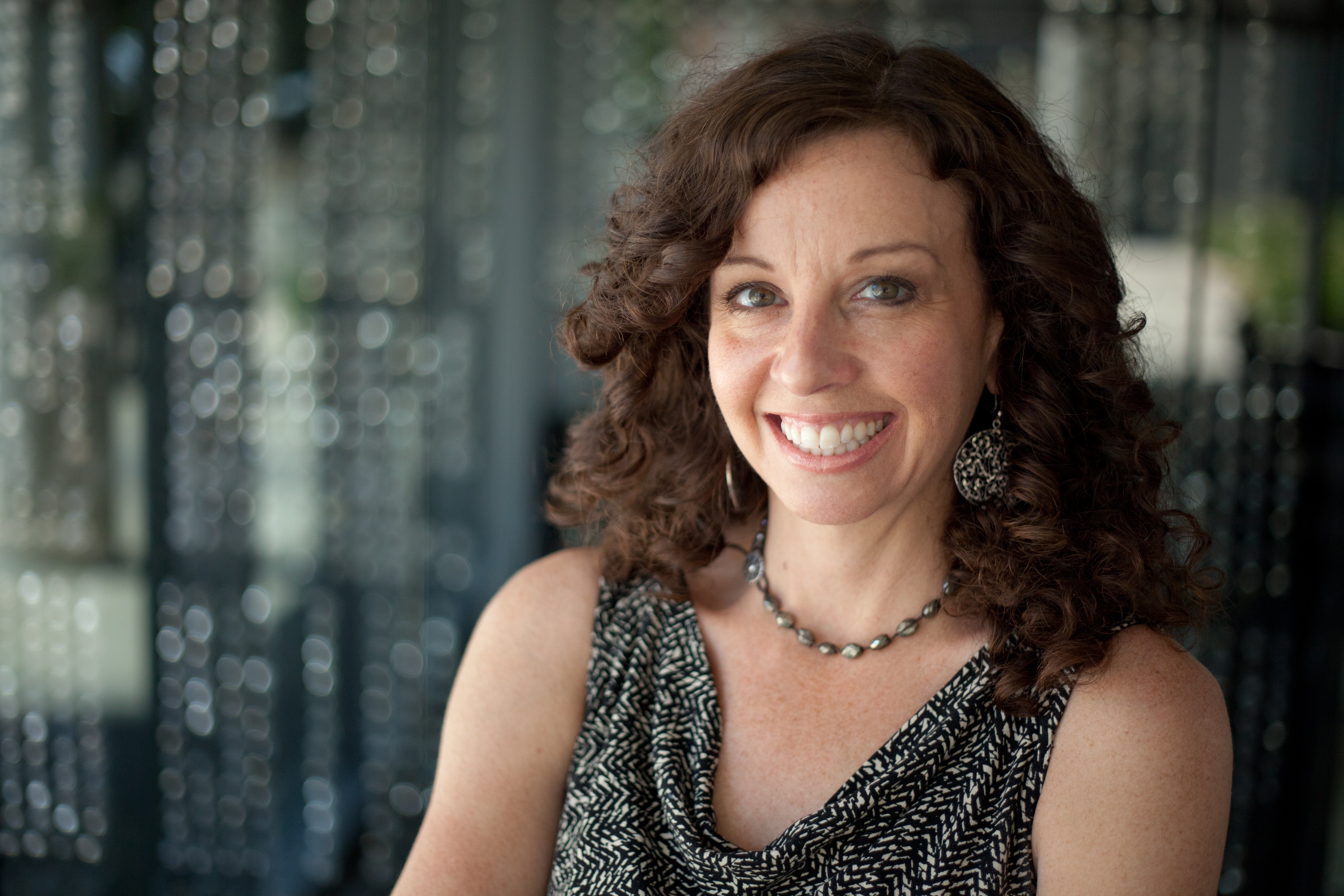
Sharon Glotzer (2012)

Sharon C. Glotzer (* 1964 in New York City) ist eine US-amerikanische Materialwissenschaftlerin an der University of Michigan.

## Leben und Wirken
Glotzer wuchs in der Nähe von Los Angeles auf. Sie erwarb 1987 an der University of California, Los Angeles einen Bachelor, 1990 an der Boston University einen Master und 1993 bei Eugene Stanley an der Boston University mit der Arbeit Kinetics of microphase separation in polymer systems: Theory and computer simulation einen Ph.D., jeweils in Physik. Als Postdoktorandin arbeitete sie am National Institute of Standards and Technology, wo sie Gründungsdirektorin des NIST Center for Theoretical and Computational Materials Science wurde.
Seit 2001 ist Glotzer an der University of Michigan. Hier hat sie (Stand 2023) vier Professuren inne: den Anthony C. Lembke Department Chair of Chemical Engineering, den John Werner Cahn Distinguished University Professor of Engineering, den Stuart W. Churchill Collegiate Professor of Chemical Engineering und den Professor of Materials Science and Engineering, Physics, Applied Physics, and Macromolecular Science and Engineering.
Sharon Glotzer ist vor allem für ihre Arbeiten zur dynamischen Simulation der Selbstassemblierung verschieden geformter Teilchen bekannt. Mit diesen eröffnete sie der Materialwissenschaft völlig neue Möglichkeiten. Sie prägte den Begriff der patchy particles (etwa: „unregelmäßige Teilchen“) als grundsätzlichen Ansatz des Designs von Nanopartikeln. Weitere Arbeiten befassen sich mit dem fadenartigen Verhalten von Molekülketten im Glasübergang und mit Quasikristallen aus starren Tetraedern, stabilisiert nur durch Entropie. Ihre Arbeitsgruppe veröffentlicht Open-Source-Software zur Simulation verschiedener Materialien, darunter das Toolkit HOOMD-blue.
Glotzer hat laut Google Scholar einen h-Index von 95, laut Datenbank Scopus einen von 82 (jeweils Stand Januar 2025). Aufgrund der Zahl ihrer Zitationen zählt sie das Analyse-Unternehmen Clarivate Analytics seit 2023 zu den Favoriten auf den Gewinn eines Nobelpreises (siehe Clarivate Citation Laureates).

## Auszeichnungen (Auswahl)
- 2000 Maria Goeppert-Mayer Award der American Physical Society[4]
- 2006 Fellow der American Physical Society[5]
- 2011 Mitglied der American Academy of Arts and Sciences[6][7]
- 2013 Fellow der American Association for the Advancement of Science
- 2014 Mitglied der National Academy of Sciences[8]
- 2019 Aneesur-Rahman-Preis der American Physical Society[4]
- 2019 Mitglied der National Academy of Engineering[9]
- 2025 Peter Debye Award[10]
- 2025 Irving Langmuir Award[4]